# Константин Хабенски
Константин Хабенски (на руски: Константин Юрьевич Хабенский) e руски актьор, известен с ролята на Антон Городецки, герой във филмите Нощен патрул и Дневен патрул.

## Биография
Роден е на 11 януари 1972 г. в Санкт Петербург (тогава Ленинград), където и израства. Живее в Москва. Хабенски е популярен и търсен в театрален и телевизонен/филмов актьор преди да участва в сериите за патрулите. Въпреки това, техният успех в Русия и в света правят Хабенски един от най-популярните руски актьори в света.
Хабенски е театрален актьор в московския театър Сатирикон и Ленсовет в Санкт Петербург. От 2003 г. е член на московският арт театър и главен актьор в Лов на патици, Бяла стража и Хамлет.

## Избрана филмография
- Щатски съветник (2005) ... Гриин
- Нощен патрул (2004) ... Антон Городецки
- Дневен патрул (2006) ... Антон Городецки
- Бедни роднини (2006) ... Едик
- Адмирал (2008) ... адмирал Александър Колчак
- Неуловим (2008) ... Унищожителя
- Ирония на съдбата 2 (2008) ... Костя Лукашин
- Географът си пропи глобуса (2013)